# Donkey Kong Country (televisieserie)
Donkey Kong Country is een Canadees-Franse animatieserie gebaseerd op het gelijknamige computerspel, gemaakt door Nelvana. Het was een van de allereerste computergeanimeerde animatieseries en maakte gebruik van de motion-capturetechniek.
De serie gaat over de gorilla Donkey Kong die samen met zijn vrienden avonturen beleeft op het eiland Kongo Bongo. Het overgrote deel van de afleveringen gaan over slechteriken die de Kristallen Kokosnoot willen stelen, en Donkey Kong die het eiland moet beschermen. Per aflevering worden er twee liedjes gezongen door de personages, met muziek gecomponeerd door Pure West.

## Geschiedenis
De serie liep van 1996 tot 2000. Alle afleveringen uit het laatste seizoen en maar een beperkt aanbod van de eerdere afleveringen zijn te krijgen op dvd. De Nederlandse versie is zeldzaam, voor zover bekend zijn er maar twee videobanden uitgekomen; één, simpelweg getiteld Donkey Kong Country met drie afleveringen, en een andere getiteld Donkey Kong Country: Kokosnoot en Krokodil. De titelsong voor de Nederlandstalige markt werd ingezongen door 2 Brothers on the 4th Floor.

## Personages
- Donkey Kong oftewel DK is een gorilla die vaak wild doet. Hij is ook heel sterk. Hij lust graag bananen en heeft een oogje op Candy Kong. Donkeys partner is Diddy Kong. Hij is de leider van alle Kongs.
- Diddy Kong is Donkey Kongs beste vriend en zogenaamde "tweede banaan". De twee zijn bijna altijd samen, hoewel Diddy het soms wel opmerkt dat hij ook weleens een held wil zijn.
- Dixie Kong is Diddy's vriendinnetje. Ze ziet er iets anders uit dan in de spellen en komt maar voor in een paar afleveringen. Ze is lief en behulpzaam maar raakt vaak haar huisdieren kwijt.
- Cranky Kong is een pessimistische oude zuurpruim die de Kristallen Kokosnoot beschermt. Omdat hij zo oud is, lukt het maar ten dele, waardoor Donkey Kong moet opdraven als de oude aap zijn naam roept.
- Candy Kong is een vrouwelijke aap waar Donkey Kong verliefd op is. Ze werkt in de tonnenfabriek.
- Bluster Kong is een arrogante, doch rijke, besnorde aap die de tonnenfabriek bezit. Ook heeft hij een oogje op Candy, wat vaak ruzie tussen hem en Donkey Kong aanwakkert. Hij komt exclusief voor in de tv-serie.
- Funky Kong is een bebrilde surfer-dude. Hij is niet bang om nieuwe dingen te proberen (zelfs terwijl het vaak fout gaat) en helpt de anderen door ze rond te vliegen met zijn vliegtuig.
- King K. Rool (Nederlands: Koning Wreed) is de aartsvijand van Donkey Kong en de leider van alle Kritters. Probeert tevergeefs steeds de Kristallen Kokosnoot te stelen om het eiland te overheersen.
- Klump is de generaal van King K. Rool. Hij praat veel en is de enige die af en toe sympathiek tegenover de apen doet.
- Krusha is K. Rools bodyguard. Is heel sterk maar niet bepaald slim. In één aflevering werd het bekend dat hij K. Rool en Donkey Kongs stemmen perfect kan nadoen.
- Kritters zijn de algemene vijanden van Donkey Kong en zijn vrienden en werken voor K. Rool.
- Klaptraps zijn kleine wezentjes die uit speciale zogenaamde Klap-blasters worden afgevuurd en alles als termieten verslinden. Een grotere Klaptrap genaamd Junior verscheen ook in enkele afleveringen, meestal jammerend dat iemand zijn gebit had gestolen.
- Eddie is een Yeti die vaak uit zijn humeur is en een grote knuppel bezit.
- Captain Scurvy (Nederlands: Kapitein Scurvy) is een piraat met een donderbus die het, net als K. Rool, op de Kristallen Kokosnoot gemunt heeft. Hij heeft twee handlangers (Cutlass en Green Croc) en een papegaai (Polly Roger). De latere aflevering The Kongo Bongo Festival of Lights / Vakantietijd onthulde dat hij Klumps broer was.
- Inka Dinka Doo is een mythisch stenen beeld waarvan het hoofd kan draaien om verschillende emoties te tonen. Verblijft in een tempel overladen met vallen. DK en zijn vrienden komen er soms om hulp te vragen, waarbij hij hen vaak cryptische opdrachten geeft.

## Nederlandse stemacteurs[1]
- Bart Bosch: Donkey Kong
- Isa Hoes: Candy Kong
- Stan Limburg: Diddy Kong / Klump
- Jan Nonhof: King K. Rool / Koning Wreed
- Kees van Lier
- Ryan van den Akker: Dixie Kong
- Fred Butter: Bluster Kong
- Rowin Schumm: Funky Kong
- Alfred van den Heuvel
- Lucas Dietens: Cranky Kong

## Afleveringen

### Seizoen 1
1. I Spy with My Hairy Eye
2. The Big Chill Out
3. Bad Hair Day (Een slechte haardag! / Een verknipte dag)
4. Raiders of the Lost Banana
5. Ape Foo Young (Apenstreken)
6. Booty and the Beast (Kokosnoot en Krokodil)
7. Kong for a Day (Eén dagje Kong)
8. From Zero to Hero
9. Buried Treasure
10. Cranky's Tickle Tonic
11. Get a Life, Don't Save One
12. The Curse of Kongo Bongo
13. Orangutango
14. Speed
15. Klump's Lumps
16. Bluster's Sale Ape-Stravaganza
17. Kong Fu
18. Bug a Boogie
19. Watch the Skies
20. Baby Kong Blues
21. To the Moon Baboon
22. Double Date Trouble
23. Ape-Nesia
24. A Thin Line Between Love & Ape
25. Barrel, Barrel... Who's Got the Barrel (Tonnetje, tonnetje, wie heeft de ton?)
26. Legend of the Crystal Coconut

### Seizoen 2
1. The Kongo Bongo Festival of Lights (Vakantietijd)
2. Hooray for Holly-Kongo Bongo
3. Speak No Evil, Dude (De Kongo Wrongo ziekte)
4. The Day the Island Stood Still (De dag dat het eiland stilstond)
5. Message in a Bottle Show
6. Monkey Seer, Monkey Do (Apenstreken)
7. Four Weddings and a Coconut (De bruiloft)
8. Vote of Kong-Fidence (Stem voor Kong)
9. Follow That Coconut (Volg die kokosnoot!)
10. The Big Switch-A-Roo (De grote wisseltruc)
11. Hunka Hunka Burnin' Bluster
12. Best of Enemies
13. It's a Wonderful Life
14. Just Kidding

## Donkey Kong Country op televisie
- Australië - KidsCo, FOX8
- België - VT4
- Brazilië - Fox Kids, Rede Record
- Canada - Teletoon
- Duitsland - Fox Kids
- Finland - Yleisradio, YLE FST5
- Frankrijk - France 2
- Italië - Fox Kids, Italia 1
- Japan - TV Tokyo
- Nederland - Telekids
- Spanje - Fox Kids
- Verenigd Koninkrijk - Fox Kids
- Verenigde Staten - Fox Kids
- Zweden - Canal+

en voorts Azië (Disney Channel) en Latijns-Amerika (Disney XD).